# Ferdinando Maria di Borbone-Due Sicilie
Ferdinando di Borbone-Due Sicilie (Ferdinand Maria Andrea Alfonso Marcus; Maciejowice, 28 maggio 1926 – Draguignan, 20 marzo 2008) era l'unico figlio maschio di Ranieri di Borbone-Due Sicilie, duca di Castro e pretendente al trono delle Due Sicilie e della contessa Carolina Zamoyska (1896-1968); portò il paterno titolo di Duca di Castro.

## Biografia

### Giovinezza
Ha vissuto la maggior parte della sua vita in Francia e fu il primo membro della casa reale delle Due Sicilie a servire nell'esercito francese.

### Matrimonio
Sposò a Giez il 23 luglio 1949 Chantal de Chevron-Villette (1925-2005), da cui ebbe tre figli.

### Attività dinastica
Dall'abdicazione paterna nel 1966 fino alla sua morte, avvenuta nel 2008, fu uno dei pretendenti alla guida della Real Casa di Borbone-Due Sicilie e al grado di Gran Maestro del Sacro Militare Ordine Costantiniano di San Giorgio e del Reale Ordine di Francesco I e di tutti gli altri Ordini Dinastici delle Due Sicilie, contestato dall'altro pretendente Carlo Maria di Borbone-Due Sicilie.
Fu insignito di svariati ordini dinastici.

## Discendenza
Il principe Ferdinando Maria e Chantal de Chevron-Villette  ebbero tre figli:
- Beatrice Maria Carolina Luisa Francesca (16 giugno 1950), che ha sposato a Parigi il 19 dicembre 1978  il principe Carlo Napoleone Bonaparte (matrimonio annullato nel 1989):

- Caroline Marie-Constance Napoléon;
- Jean-Christophe Napoléon;

- Anna Maria Carolina Carmen (24 aprile 1957), che ha sposato a Roquebrunne-sur-Argens il 9 settembre 1977 Jacques Cochin:

- Nicolas Cochin;
- Dorothée Cochin;

- Carlo Maria Bernardo Gennaro, duca di Castro, (24 febbraio 1963), che ha sposato Camilla Crociani il 31 ottobre 1998:

- Maria-Carolina Chantal Edoarda Beatrice Gennara di Borbone-Due Sicilie, duchessa di Palermo;
- Maria-Chiara Amalia Carola Luisa Carmen di Borbone-Due Sicilie, duchessa di Capri;

## Ascendenza
|                                         |                                         |                                  | Genitori                             |  |  | Nonni |  |  | Bisnonni                        |  |  | Trisnonni                     |  |
|                                         |                                         |                                  |                                      |  |  |       |  |  | Ferdinando II delle Due Sicilie |  |  | Francesco I delle Due Sicilie |  |
|                                         |                                         |                                  |                                      |  |  |       |  |  | Ferdinando II delle Due Sicilie |  |  | Francesco I delle Due Sicilie |  |
|                                         |                                         | Maria Teresa d'Asburgo-Teschen   |                                      |  |  |       |  |  | Ferdinando II delle Due Sicilie |  |  |                               |  |
| Alfonso di Borbone-Due Sicilie          |                                         |                                  |                                      |  |  |       |  |  | Ferdinando II delle Due Sicilie |  |  |                               |  |
|                                         |                                         | Maria Teresa d'Asburgo-Teschen   | Carlo d'Asburgo-Teschen              |  |  |       |  |  |                                 |  |  |                               |  |
|                                         |                                         | Maria Teresa d'Asburgo-Teschen   | Carlo d'Asburgo-Teschen              |  |  |       |  |  |                                 |  |  |                               |  |
|                                         |                                         | Maria Teresa d'Asburgo-Teschen   | Enrichetta di Nassau-Weilburg        |  |  |       |  |  |                                 |  |  |                               |  |
| Ranieri di Borbone-Due Sicilie          |                                         | Maria Teresa d'Asburgo-Teschen   |                                      |  |  |       |  |  |                                 |  |  |                               |  |
|                                         |                                         | Francesco di Borbone-Due Sicilie | Francesco I delle Due Sicilie        |  |  |       |  |  |                                 |  |  |                               |  |
|                                         |                                         | Francesco di Borbone-Due Sicilie | Francesco I delle Due Sicilie        |  |  |       |  |  |                                 |  |  |                               |  |
|                                         |                                         | Francesco di Borbone-Due Sicilie | Maria Teresa d'Asburgo-Teschen       |  |  |       |  |  |                                 |  |  |                               |  |
| Maria Antonietta di Borbone-Due Sicilie |                                         | Francesco di Borbone-Due Sicilie |                                      |  |  |       |  |  |                                 |  |  |                               |  |
|                                         |                                         | Maria Isabella d'Asburgo-Lorena  | Leopoldo II di Toscana               |  |  |       |  |  |                                 |  |  |                               |  |
|                                         |                                         | Maria Isabella d'Asburgo-Lorena  | Leopoldo II di Toscana               |  |  |       |  |  |                                 |  |  |                               |  |
|                                         |                                         | Maria Isabella d'Asburgo-Lorena  | Maria Antonia di Borbone-Due Sicilie |  |  |       |  |  |                                 |  |  |                               |  |
| Ferdinando di Borbone-Due Sicilie       |                                         | Maria Isabella d'Asburgo-Lorena  |                                      |  |  |       |  |  |                                 |  |  |                               |  |
|                                         | Conte Stanisław Kostka Andrzej Zamoyski | Conte Stanisław Kostka Zamoyski  |                                      |  |  |       |  |  |                                 |  |  |                               |  |
|                                         | Conte Stanisław Kostka Andrzej Zamoyski | Conte Stanisław Kostka Zamoyski  |                                      |  |  |       |  |  |                                 |  |  |                               |  |
|                                         | Conte Stanisław Kostka Andrzej Zamoyski | Principessa Zofia Czartoryska    |                                      |  |  |       |  |  |                                 |  |  |                               |  |
| Conte Andrzej Przemysław Zamoyski       | Conte Stanisław Kostka Andrzej Zamoyski |                                  |                                      |  |  |       |  |  |                                 |  |  |                               |  |
|                                         |                                         | Contessa Maria Eva Potocka       | Conte Przemysław Potocki             |  |  |       |  |  |                                 |  |  |                               |  |
|                                         |                                         | Contessa Maria Eva Potocka       | Conte Przemysław Potocki             |  |  |       |  |  |                                 |  |  |                               |  |
|                                         |                                         | Contessa Maria Eva Potocka       | Principessa Teresa Sapieha           |  |  |       |  |  |                                 |  |  |                               |  |
| Maria Carolina Zamoyska                 |                                         | Contessa Maria Eva Potocka       |                                      |  |  |       |  |  |                                 |  |  |                               |  |
|                                         |                                         | Francesco di Borbone-Due Sicilie | Francesco I delle Due Sicilie        |  |  |       |  |  |                                 |  |  |                               |  |
|                                         |                                         | Francesco di Borbone-Due Sicilie | Francesco I delle Due Sicilie        |  |  |       |  |  |                                 |  |  |                               |  |
|                                         |                                         | Francesco di Borbone-Due Sicilie | Maria Teresa d'Asburgo-Teschen       |  |  |       |  |  |                                 |  |  |                               |  |
| Maria Carolina di Borbone-Due Sicilie   |                                         | Francesco di Borbone-Due Sicilie |                                      |  |  |       |  |  |                                 |  |  |                               |  |
|                                         |                                         | Maria Isabella d'Asburgo-Lorena  | Leopoldo II di Toscana               |  |  |       |  |  |                                 |  |  |                               |  |
|                                         |                                         | Maria Isabella d'Asburgo-Lorena  | Leopoldo II di Toscana               |  |  |       |  |  |                                 |  |  |                               |  |
|                                         |                                         | Maria Isabella d'Asburgo-Lorena  | Maria Antonia di Borbone-Due Sicilie |  |  |       |  |  |                                 |  |  |                               |  |
|                                         |                                         | Maria Isabella d'Asburgo-Lorena  |                                      |  |  |       |  |  |                                 |  |  |                               |  |